# 山田稔 (実業家)
山田 稔（やまだ みのる、1921年7月23日 - 1995年5月1日）は、日本の実業家。ダイキン工業元社長・会長。ダイキン工業創業者の山田晁の長男。

## 人物
福岡県出身。芦屋市立精道小学校、神戸第一中学校、第六高等学校、東京帝国大学工学部卒業。1946年に大阪金属工業（現･ダイキン工業）入社。1972年に3代目社長へ就任し、22年間務めた後、1994年より会長を務めた。その他には関西経済連合会副会長、関西経済同友会代表幹事、 太平洋人材交流センター初代理事長も務めた実績がある。
元サントリー会長の佐治敬三、森下仁丹2代目社長の森下泰とは長年の友人だった。